# Veenweidepark
Het Veenweidepark Ruyghe Wey  is een polderpark in de Utrechtse gemeente Oudewater ter grootte van 10 hectare. Het ligt in de voormalige polder Klein Hekendorp aan de noordzijde van de stad Oudewater, tussen de wijk Klein Hekendorp en de buurtschap Ruige Weide.

## Aanleg
Het park is in 2010 aangelegd voor de bewoners van Oudewater die er kunnen wandelen en recreëren. Er zijn waterpartijen gegraven, een slingerend pad aangelegd en bomen aangeplant. Het gebied werd door Oudewater verkregen middels een ruilverkavelingsproject met Driebruggen. In het gebied staan kunstwerken van Ingrid Mol en Gabriel Lester.

## Afbeeldingen

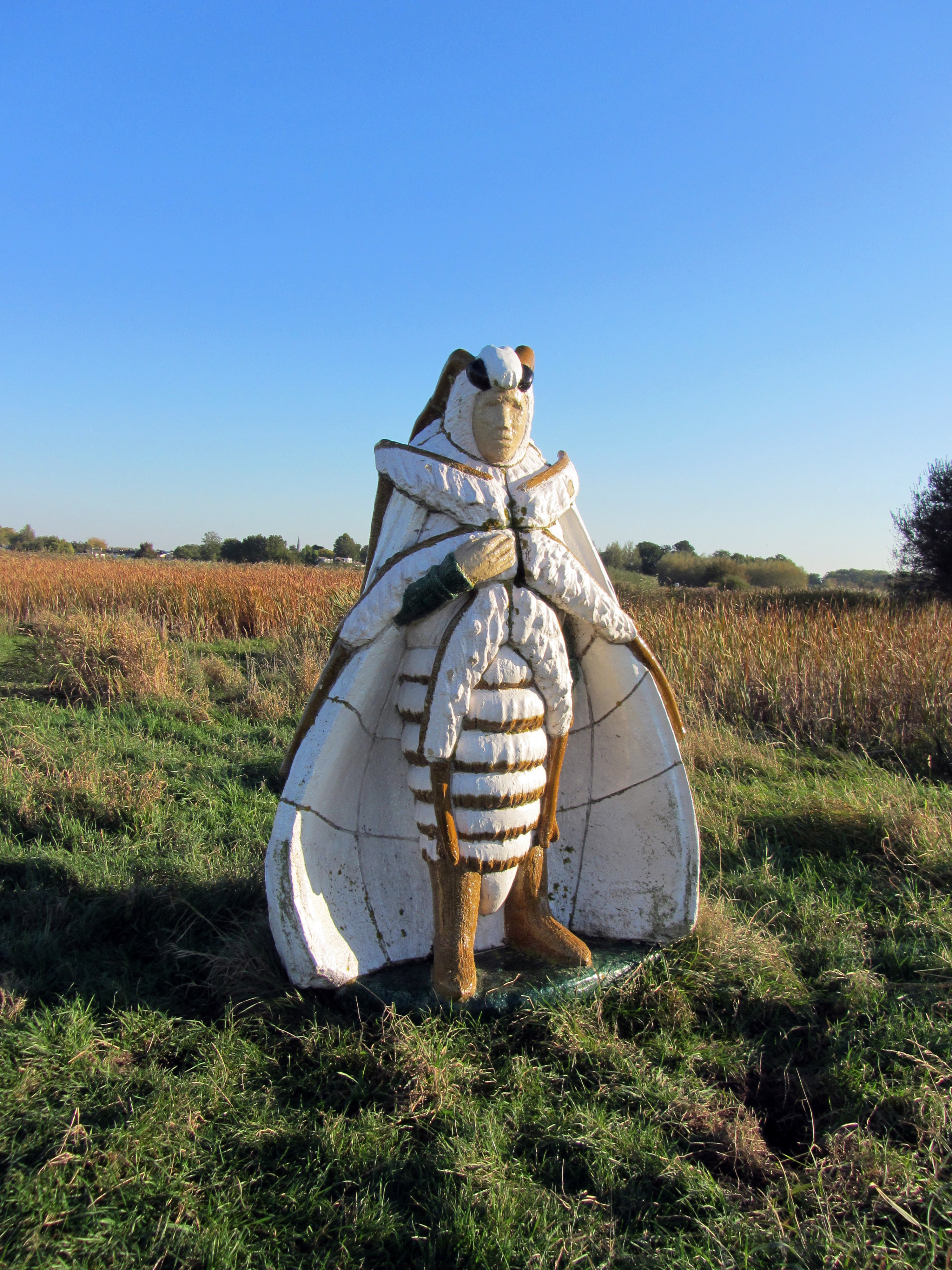
Nachtvlinder van Ingrid Mol
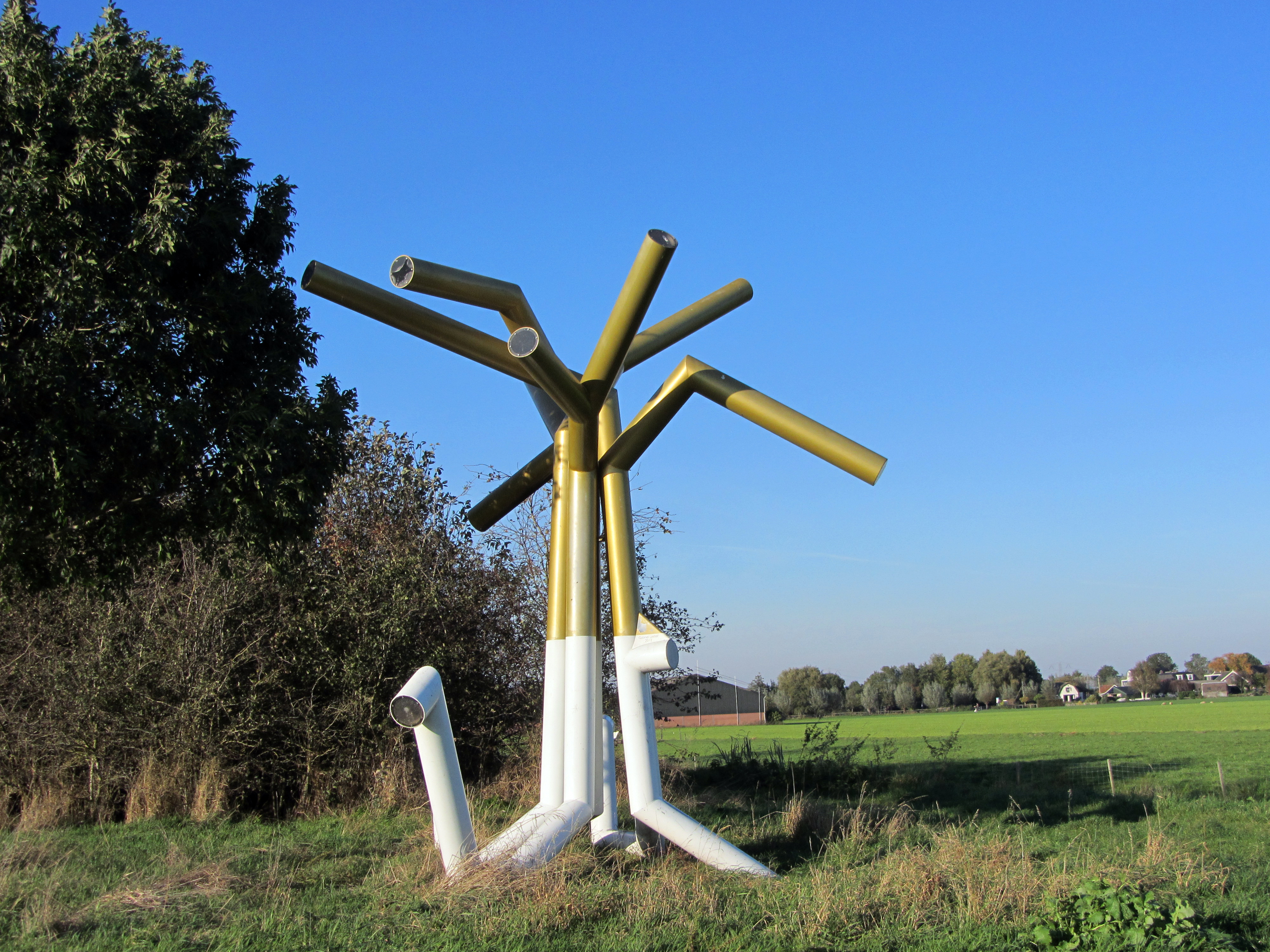
Yggdrasil van Gabriel Lester